# Коллоредо-Мансфельд, Франц де Паула фон
Князь Франц де Паула фон Коллоредо-Мансфельд (нем. Franz de Paula Gundaccar von Colloredo-Mannsfeld, 28 мая 1731, Вена — 27 октября 1807, там же) — австрийский аристократ, дипломат, политик и государственный деятель.

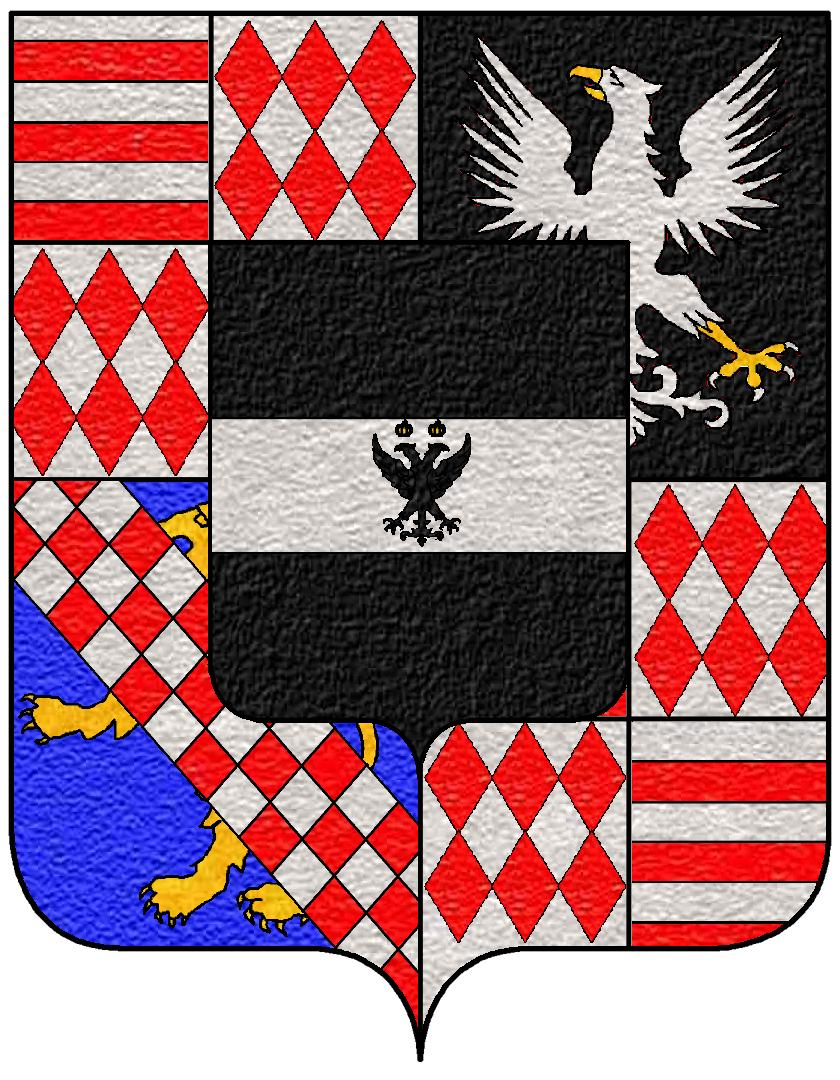
Семейный герб

## Биография
Представитель рода Коллоредо. Был назван в честь Святого Франциска из Паолы (Франц де Паола). Старший сын князя Рудольфа Йозефа фон Коллоредо-Вальдзее, первый, к кому по праву первородства перешло княжеское достоинство.
Воспитывался для дипломатической карьеры и с самого начала отличался большими способностями. Император Франц I Стефан назначил его рейхшофратом. Много путешествовал с дипломатическими миссиями императора. В частности, ему было поручено представлять императорские интересы на выборах духовных князей. В 1760 году был специальным императорским посланником при французском дворе для подготовки брака эрцгерцога Иосифа с инфантой Изабеллой Бурбон-Пармской . В 1766 году был назначен тайным советником. В 1764 году привёз из Франкфурта Марии Терезии послание об избрании Иосифа II императором Священной Римской империи германской нации.
В ноябре 1765 года был назначен главой дипломатической миссии в Речь Посполитую, чтобы поздравить Станислава Августа Понятовского с вступлением на престол.
С 1767 по 1770 год служил послом Австрии в Испании, в ноябре 1788 года унаследовал после своего отца владения в Богемии и Австрии.
С 1788 по 1806 год был последним вице-канцлером Священной Римской империи,
не сумев остановить распад империи. С распадом империи в 1806 году была ликвидирована и должность вице-канцлера.
Был дважды женат, первый раз в января 1771 года, на графине Марии Изабелле фон Мансфельд-Вондерорт (1750—1794), от которой у него было пятеро детей. Его второй женой с октября 1797 года была графиня Мария Юзефа фон Шраттенбах (1750—1806).
Основатель княжеской линии Коллоредо-Мансфельд.

## Потомство
- Рудольф Юзеф (1772—1843)
- Мария Габриэла (1773—1788)
- Мария Генриетта (1773—1814)
- Иероним Карл (1775—1822)
- Фердинанд Жозеф де Паула (1777—1848)